# Мобаракабад (Урмія)
Мобаракабад (перс. مبارک‌آباد) — село в Ірані, входить до складу дехестану Південний Барандузчай у Центральному бахші шахрестану Урмія провінції Західний Азербайджан.